# E3 BinckBank Classic de 2020
A 63.ª edição da clássica ciclista E3 BinckBank Classic, era uma carreira na Bélgica que celebrar-se-ia a 27 de março de 2020. No entanto, devido à Pandemia de COVID-19, o governo da Bélgica proibiu qualquer evento desportivo em seu território para evitar os contágios, portanto a organização Flanders Classics decidiu cancelar todas as concorrências de ciclismo.
A carreira faria parte do UCI WorldTour de 2020, calendário ciclístico de máximo nível mundial, onde era a undécima carreira de dito circuito.

## Percorrido
A E3 Harelbeke tinha disposto de um percurso com 15 cotas algumas delas empredadas, igual que a edição anterior, no entanto, mantendo o seu mesmo percurso, onde os primeiros 100 km não teriam muita dificuldade a excepção das três cotas nos quilómetros 28, 82 e 98 de carreira. Os últimos 106 km concentrariam 13 subidas, onde se destacava o Taaienberg, o Paterberg  com seu pendente de 12% e 20% de máximo e o Oude Kwaremont com seus 2200 metros de pavé e uma pendente média de 4,2%.
| Número | Nome                | Km    | Comprimento (m) | Pendente média |
| ------ | ------------------- | ----- | --------------- | -------------- |
| 1      | Katteberg           | 28,5  | 750             | 11 %           |
| 2      | A Houppe            | 82,5  | 1880            | 10 %           |
| 3      | Hogerlucht          | 98,3  | 1350            | 4,5 %          |
| 4      | Knokteberg          | 108,5 | 1260            | 5,3 %          |
| 5      | Hotondberg          | 112,4 | 1200            | 4 %            |
| 6      | Kortekeer           | 119,5 | 1000            | 8 %            |
| 7      | Taaienberg          | 124,2 | 650             | 9,5 %          |
| 8      | Berg Tem Stene      | 132,1 | 1300            | 9 %            |
| 9      | Boigneberg          | 137,3 | 1000            | 13,3 %         |
| 10     | Stationberg         | 146,5 | 700             | 3,2 %          |
| 11     | Kapelberg           | 157,4 | 750             | 14 %           |
| 12     | Paterberg           | 161,5 | 700             | 12,9 %         |
| 13     | Oude Kwaremont      | 164,3 | 2200            | 11,6 %         |
| 14     | Karnemelkbeekstraat | 172,1 | 1530            | 14 %           |
| 15     | Tiegemberg          | 183,9 | 1000            | 9 %            |